# آنتون لاماثارس

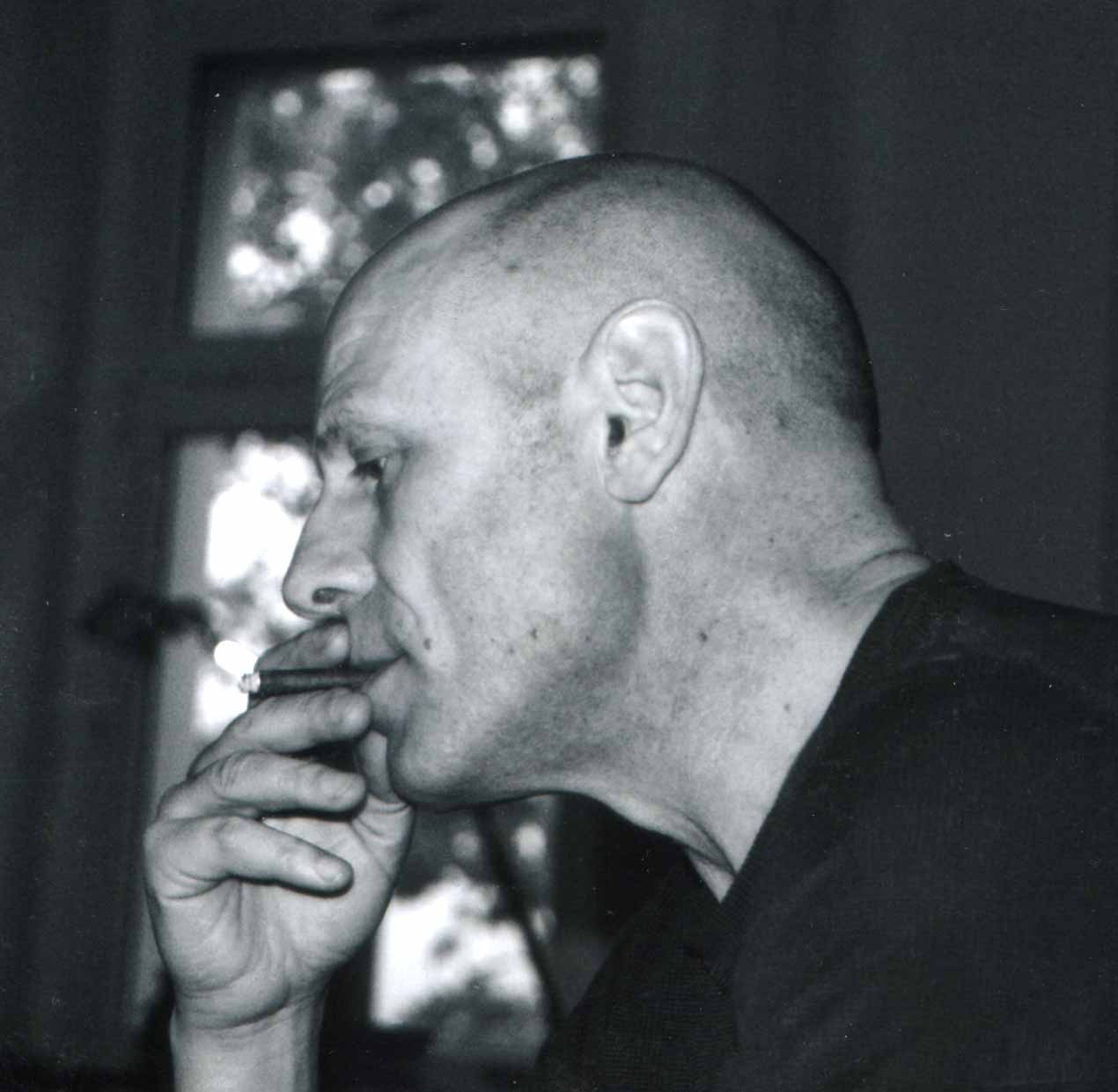
لاماثارس در برلین، ۲۰۰۵

آنتون لاماثارس (به اسپانیایی: Antón Lamazares) در سال ۱۹۵۴ در ایالت گالیسیا چشم به جهان گشود. وی مانند خوسه ماریا سیثیلیا، میکل بارچلو یا ویکتور میرا یکی از نقاش‌های اسپانیایی متعلق به نسل ۸۰ می‌باشد. این نقاش در آثارش، نقش بسته بر روی چوب و کارتن، از طریق بازی با رنگ و دیگر مواد طرز بیانی ویژه می‌آفریند. سبک وی که در آغاز بیشتر در غالب هنر تجربی می‌گنجد با گذشت زمان به اینفورمالیسم و هنر آبستره نزدیک می‌گردد، و در نهایت به نوعی مینیمالیسم تبدیل شده که حاصل آن گفتگویی بین روح و خاطرات، احساسات و معنویت و تخیل و شعر است. آثار وی که از انعکاس بین‌المللی گسترده‌ای برخوردار بوده، در شهرهای گوناگون در سرار دنیا به نمایش گذاشته شدهاند و جزو مجموعه‌های موزه‌هایی چون موزه ملی رئینا سوفیا، موزه هنرهای معاصر گالیسیا یا موزه هنرهای معاصر مادرید می‌باشند. همچنین بخشی از این آثار به مجموعه‌های شخصی و موسسات خصوصی تعلق دارند.

## سالهای نخستین، نقاشی و شعر
گالیسیا (۱۹۷۷ −۱۹۵۴)

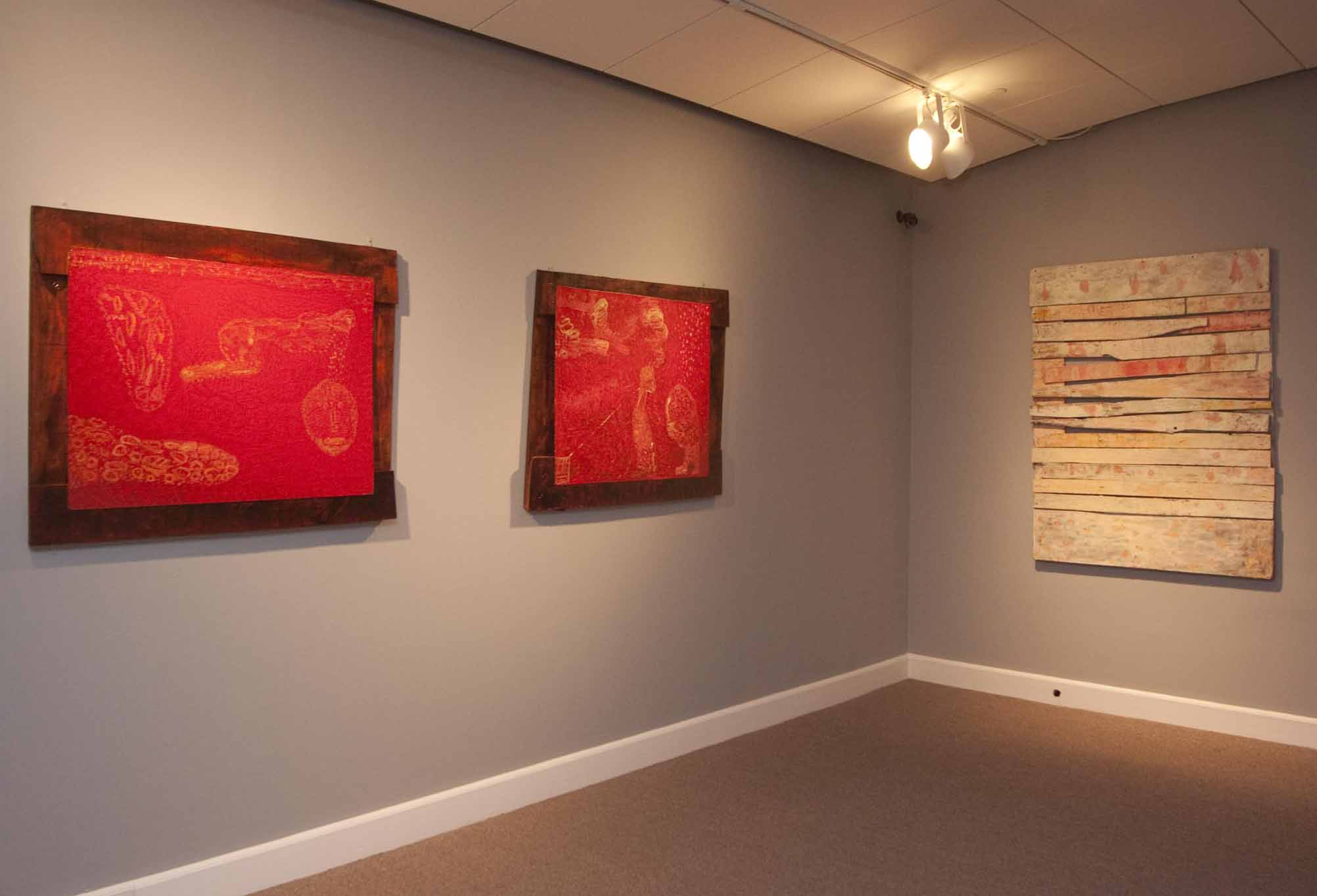
آثاری از مجموعه Titania e Brao

لاماثارس در روز ۲ ژانویه سال ۱۹۵۴ در ماثیرا، شهر کوچکی واقع در ایالات گالیسیا متولد می‌شود، محیط روستایی که سال‌های کودکی خویش را در آن می‌گذراند تأثیر عمیقی بر روی قوه تخیل و خلاقیت وی گذاشته‌است. وی بخش عمده‌ای از تحصیلات خود را بین سال‌های ۱۹۶۳ و ۱۹۶۹ درمدرسه شبانه‌روزی مذهبی متعلق به فرقه فرانسیسکان به انجام می‌رساند. یاماثارس در این سال‌ها با علاقه فراوان به مطالعه ادبیات به خصوص آثار کلاسیک ادبیات لاتین و یونانی می‌پردازد. وی در اواخر دهه شصت شروع به سرودن شعر می‌کند و با نویسنده‌ای به نام آلوارو کونکیرو و همچنین با هنرمندانی چون لاشیرو و مانوئل پسکیرا آشنا می‌گردد و اولین تأثیرها در زمینه هنرهای تجسمی را از آن‌ها می‌پذیرد. در نهایت خلاقیت وی در چهارچوب نقاشی جایگاه خود را پیدا کرده و خودآموزی به مهم‌ترین مرجع وی تبدیل می‌گردد. سفر وی در سال ۱۹۷۲ به چندین کشور اروپایی برای آشنایی با آثار هنرمندانی چون ون گوک، پل کلی، رامبراند، جوان میرو، تاپیس، میارس، جیاکموتی، بیکن یا آثار مربوط به هنر اقیانوسیه و قرون وسطی نقش مهمی داشته‌است.
لاماثارس در بازگشت در بارسلون ساکن می‌شود و به عنوان کارگر ساختمانی شروع به کار می‌کند، در همین مدت وی آثار موجود در مراکز هنری این شهر و به خصوص مجموعه موزه مارس و موزه ملی هنر کاتالونیا را از نزدیک مورد بررسی قرار می‌دهد. سپس به مادرید می‌رود و مجدداً با استاد خود، لاشیرو، ملاقات می‌کند و با کارلوس ارثا شاعر مقیم این شهر آشنا می‌گردد، دوستی وی با ارثا از اهمیت خاصی برخوردار است چرا که گفتگو میان نقاشی و شعر یکی از عناصر ثابت کارهای وی می‌باشد.
در سال ۱۹۷۳ یعنی هنگامی که تنها ۱۹ سال سن داشت نقاشی‌های خود را در چندین نمایشگاه جمعی و فردی به نمایش می‌گذارد. در روز ۲۷ سپتامبر این سال است که خبر آخرین تیرباران‌های رژیم دیکتاتوری فرانکو وی را غافلگیرمی‌کند، پس از محاکمات بورگس یکی از دوستانش به نام اومبرتو بائنا که جزو محکومین می‌باشد اعدام می‌گردد. به دنبال این اتفاق لاماثارس دچار افسردگی شدید شده و در یک بیمارستان روانی بستری می‌گردد، در همین دوران کتاب شعر خود تحت عنوان Adibal را می‌نویسد.

## از هنر تجربی و هنر پورا تا نقاشی‌های دو وجهی
مادرید − نیویورک (۱۹۸۹−۱۹۷۸)

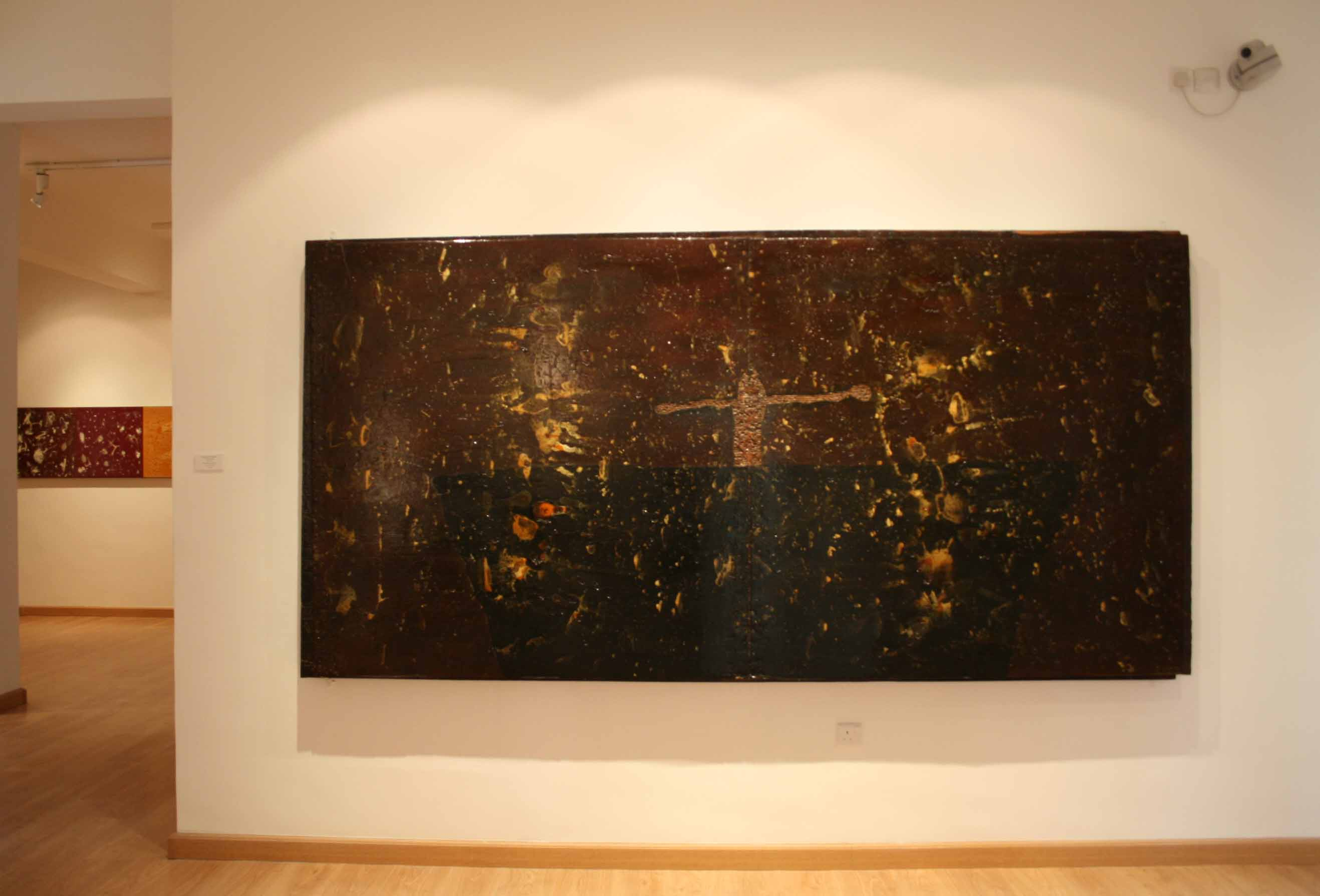
Mauro از Gracias vagabundas در گالری ملی اردن

لاماثارس در سال ۱۹۷۸ در مادرید مستقر می‌گردد و با افرادی چون آلفونسو فرایله دوستی نزدیکی برقرار می‌کند. وی همچنین با اشخاص دیگری چون خوانا موردو، یکی از گالرسیت‌های این شهر، سانتیاگو آمن، شاعر ساکن پایتخت و آلبرتو پرترا، پزشک متخصص اعصاب آشنا می‌گردد. پرترا که با عده کثیری از هنرمندان گوناگون آشنایی دارد، در تعطیلات آخر هفته این روشنفکران را در مزرعه‌ای واقع در خارج از شهر مادرید گرد هم می‌آورد. لاماثارس نمایشگاهی در سال ۱۹۷۹ در این مکان برگزار می‌کند.
جدیت لاماثارس در دهه هشتاد باعث می‌شود تا آثار این هنرمند جوان قبل از پایان دهه سوم زندگیش جایگاه خود را در اسپانیا و خارج از این کشور پیدا کنند. در تابلوهایش از اشکال معوج و رنگ‌های تند که مشخصه سبک اکسپرسیونیسم می‌باشند بهره می‌جوید، اما هویت ویژه خود را همواره حفظ می‌کند. آثارش را در گالری خوانا موردو در مادرید، گاری الیزابت فرنک در بلژیک و گالری گاسپار در بارسلون به نمایش می‌گذارد. وی به زودی در نیویورک اقامت می‌گزیند و موفق به دریافت بورس فول برایت به مدت دو سال می‌گردد، در این سال‌ها آثارش به بلوغ بیشتری رسیده و در گالری برونو فاچتی به نمایش گذاشته می‌شوند. مرتب بین شهرهای سالامانکا و نیویورک سفر می‌کند و در سال ۱۹۸۸ به منظور دیدار از معبد دیدیما به آسیای صغیر و استانبول سفر می‌کند و معماری کلیساهای دوران بیزانس تحسین وی را برمی‌انگیزد. لازم است ذکر شود که کتاب هیپریون اثر هولدرین رهنمون وی در این سفر می‌باشد. آثار الهام گرفته از این سفر که از کنار هم گذاشتن چوب‌های مختلف شکل گرفتنده‌اند در گالری میگل مارکس به نمایش درآمدند. لاماثارس در سال ۱۹۹۰ آثار دو وجهی خود را خلق می‌کند. این آثار به این لحاظ دو وجهی نامیده می‌شوند که از دو طرف قابل دیدن هستند.

## نقاشی‌های کنده کاری شده و با ابعاد بزرگ
پاریس− ماردید (۲۰۰۳− ۱۹۹۰)

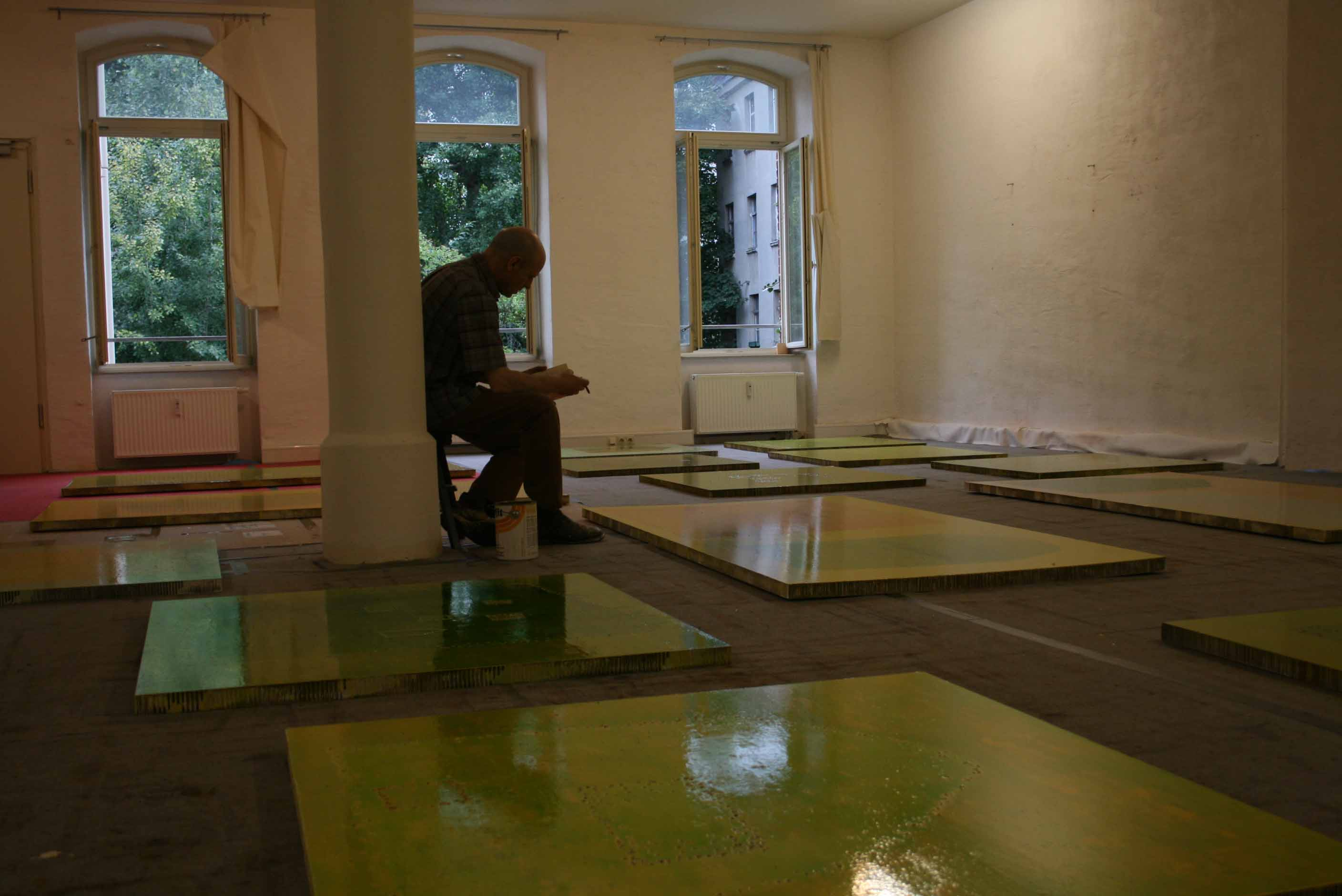
آنتون لاماثارس در کارگاهش

لاماثارس بین سال‌های ۱۹۹۰ تا ۱۹۹۱ با بورس سیته د آرت به پاریس می‌رود. در بازگشت در سال ۱۹۹۱ کارگاه بزرگ خود درشهر مادرید را می‌گشاید و بر روی یک سری از آثارش به نام‌های Gracias vagabundas و Desazón de vagabundos کار می‌کند. به دعوت موزه هنرهای معاصرگالیسیا در سال ۱۹۹۶ مدتی به این ایالت می‌رود و مجموعه Gracias do lugar را می‌آفریند. بین ماه‌های جون و نوامبر ۱۹۹۷ در سانتا بایا د ماتالوبوس اثر Bés de Santa Baia را نقاشی می‌کند. در سال ۱۹۹۸ بر روی مجموعه Titania e Brao در مادرید کار می‌کند و سپس به Pol en Adelán می‌پردازد. لا ماثارس در زمینه‌های دیگری چون هنر گرافیک نیز فعالیت داشته‌است. به عنوان مثال کتاب El canto de la cabeza اثرگوستاو مارتین را صفحه آرایی نموده‌است، همچنین لیتوگرافی‌های کتاب Itinerarium اثر اژریا از جمله کارهای وی می‌باشند. لوموند دیپلوماتیک این اثر را به عنوان کتاب سال در فرانسه قلمداد می‌کند. در سال ۲۰۰۱ نمایشگاه بزرگی در ایستگاه دریایی شهر کورونیا تحت عنوان Un saco de pan duro برگزار می‌کند.
آثار وی وی برای طرح هنراسپانیا درکشورهای خارجی از سوی وزارت امور خارجه این کشور در کنار آثار دیگر هنرمندان اسپانیایی چون سائورا، چیرینو، ارناندز پیخوان، میارس، سررانو، اتیثا یا تاپیس انتخاب می‌شوند. لاماثارس به فلورانس و آسیس سفر می‌کند تا با برخی از آثار هنر دوره رنسانس و زندگی سن فرانسیسکو از نزدیک آشنا شود، شخصیتی که مجموعه جدید خود تحت عنوان
Follente Bemilرا به وی اختصاص می‌دهد.

## از هنر آبستره تا مینیمالیسم شاعرانه
برلین از سال ۲۰۰۴

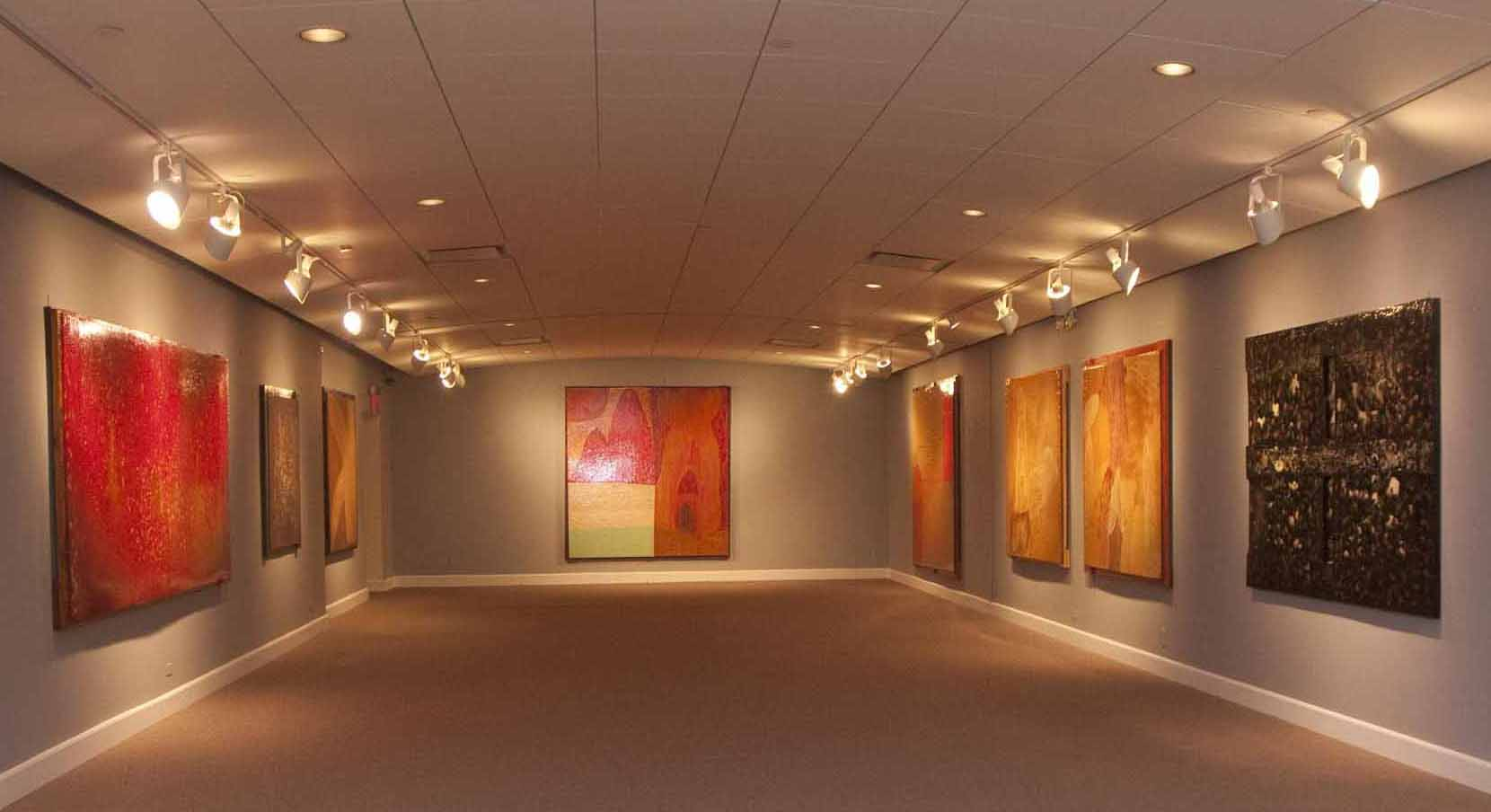
نمایشگاه لاماثارس در نیویورک، ۲۰۰۹

وی در سال ۲۰۰۴ محل اقامت خود را به برلین منتقل می‌کند، شهری که در حال حاضر نیز در آنجا زندگی می‌کند. پس از مرگ پدرش کار بر روی مجموعه نقاشی با عنوان E fai frío no lume را آغاز می‌کند؛ و به دنبال آن نمایشگاه‌های بزرگی در اسلوونی و همچنین مجارستان، در موزه کیسلی بوداپست
برگزار می‌کند. سپس به مجموعه Domus Omnia می‌پردازد و دو کتاب شعر ارثا به نام هایDeseo sin trámite و
Un sentimiento ingrávido recorre el ambiente را با نقاشی‌های چاپی تزئین می‌کند. در سال ۲۰۰۸ مجموعه Horizonte sin dueñoرا در گالری ملی اردن به نمایش می‌گذارد و انستیتو سروانتز در شهر دمشق کتابی از آثار وی به چاپ می‌رساند. به همین مناسبت طاهر ریاد مجموعه شعری به نام ترانه‌های لاماثارس به وی تقدیم می‌کند. در سال ۲۰۰۹ نمایشگاهی در شهر نیویوک برگزار می‌نماید و به دلیل انعکاس بین‌المللی آثارش جایزه لاشیرو را دریافت می‌کند. در سال ۲۰۱۰ آثار خویش را در کلیسای دانشگاه سانتاگو د کمپوستلا و توی به نمایش می‌گذارد. در فستیوال سینمایی بین‌المللی توی که به پلی داک مشهور است Horizonte sin dueño را اکران می‌نماید، فیلمی تهیه شده توسط نایرا
و خاویر سانز که گذری است بر نقاشی، شعر و طبیعت از دید آنتون لاماثارس.